# Miengo
Miengo település Spanyolországban, Kantábria autonóm közösségben. Miengo Suances, Polanco és Piélagos községekkel határos. Lakosainak száma 5221 fő (2024).

## Népesség
A település népessége az elmúlt években az alábbi módon változott:
| Lakosok száma | 3682 | 3860 | 4135 | 4495 | 4677 | 4626 | 4676 | 4741 | 5123 | 5221 |
|               | 2001 | 2004 | 2007 | 2009 | 2012 | 2014 | 2017 | 2019 | 2022 | 2024 |